# Tourville-sur-Pont-Audemer
 Tourville-sur-Pont-Audemer  là một xã thuộc tỉnh Eure trong vùng Normandie miền bắc nước Pháp.